# Шенстрём, Карл
Карл Шенстрём (Карл Георг Харальд Шенстрём, англ. Karl Georg Harald Schenstrøm ; 1881—1942) — датский актёр немого кино, участник дуэта Пат и Паташон.

## Биография
Родился 13 ноября 1881 года в Копенгагене в артистической цирковой семье.
В 1889 году вместе с семьёй переехал в Чикаго (США), где учился в школе.
В 1893 года вернулся в Данию. Учился на переплетчика.
С 1904 года Шенстрём — актёр театра Nørrebros.
В кино начал сниматься с 1909 года — «Дети как благодетель» (режиссёр Вигго Ларсен). Также работал с датским режиссёром Августом Бломом. В 1919 году снимался с Астой Нильсен и Хольгер-Мэдсен.
В 1921—1940 годах снимался в дуэте с актёром Харальдом Мадсеном, с которым составил комическую пару, выступавшую под псевдонимами Пат и Паташон. В 1921—1932 годах все фильмы с участием Пата и Паташона ставил режиссёр Лау Лауритцен-старший. В 1935—1940 годах они снимались в Германии и Австрии, с 1940 года — в Дании.
В 1940—1942 годах Карл Шенстрём выступал в цирке Scott.
Умер 10 апреля 1942 года в Копенгагене после непродолжительной болезни. Похоронен на кладбище Bispebjerg.
Шенстрём написал автобиографию Fyrtårnet fortæller, которая вышла уже после его смерти в 1943 году в Копенгагене.